# تييرا سانتا (متنزه)

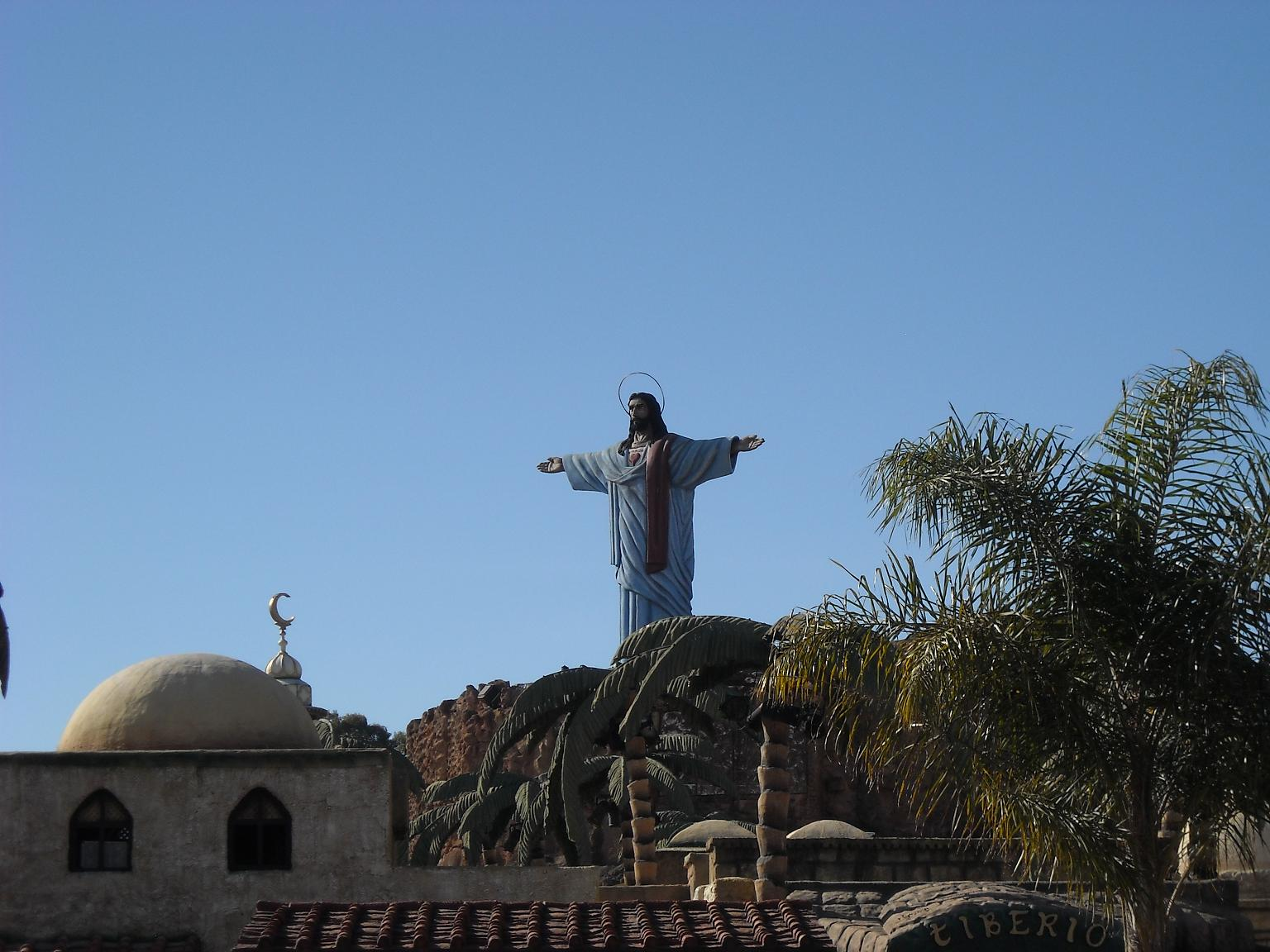
منتزه تييرا سانتا.

تييرا سانتا (بالإسبانيَّة: Tierra Santa) هو متنزه ديني يقع في مدينة بوينس آيرس، الأرجنتين. وهي تدعي أنها أول مدينة ترفيهية دينية في العالم.

## وصف
منتزه تييرا سانتا هو استنساخ كبير لمدينة القدس القديمة حيث يمكن للزوار المشي في شوارع القدس التوراتية، في خطوة لمشاهد من حياة يسوع كما هو موضح في الكتاب المقدس. الثقافات الممثلة تشمل المسيحيين واليهود والرومان. وعلى ارتفاع 40 قدم (12 م) يوجد تمثال ليسوع ومن وراءه صخرة تظهر كل ساعة، وعلى مدار الساعة، تعطي تجربة دينية للعديد من الزوار، ولكنها أيضًا إثارت بعض من السخرية على الإنترنت. وأشارت مقالة في مجلة زا فويس أنَّ الحديقة تضم أيضًا تماثيل لعدد من الشخصيات التاريخية من القرن العشرين مثل البابا يوحنا بولس الثاني والأم تيريزا. وفقًا لموظفي الحديقة أدرج هؤلاء لأنهم كانوا من الشخصيات التاريخية التي «قالت من أجل السلام».

## صور

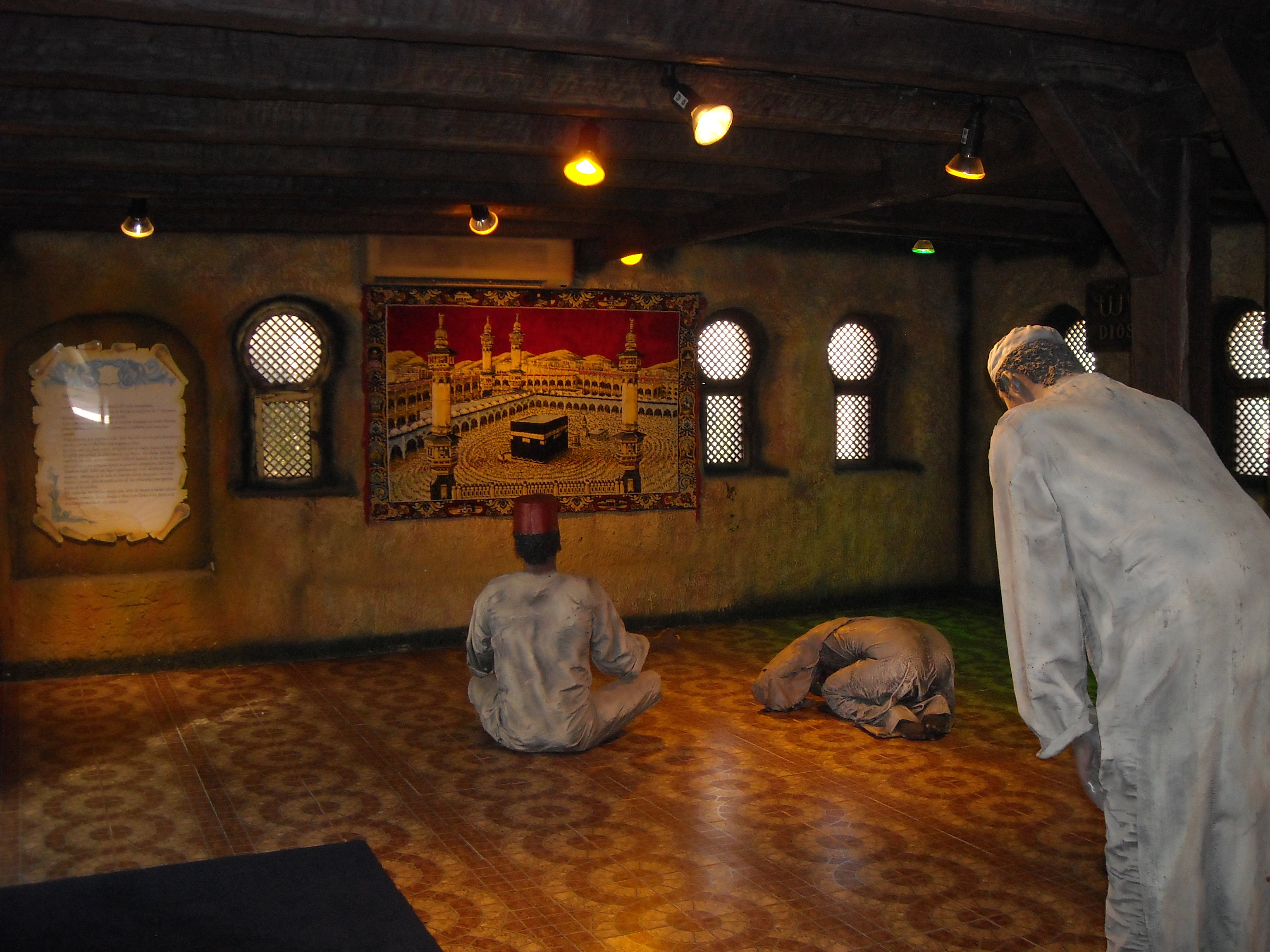
مسجد
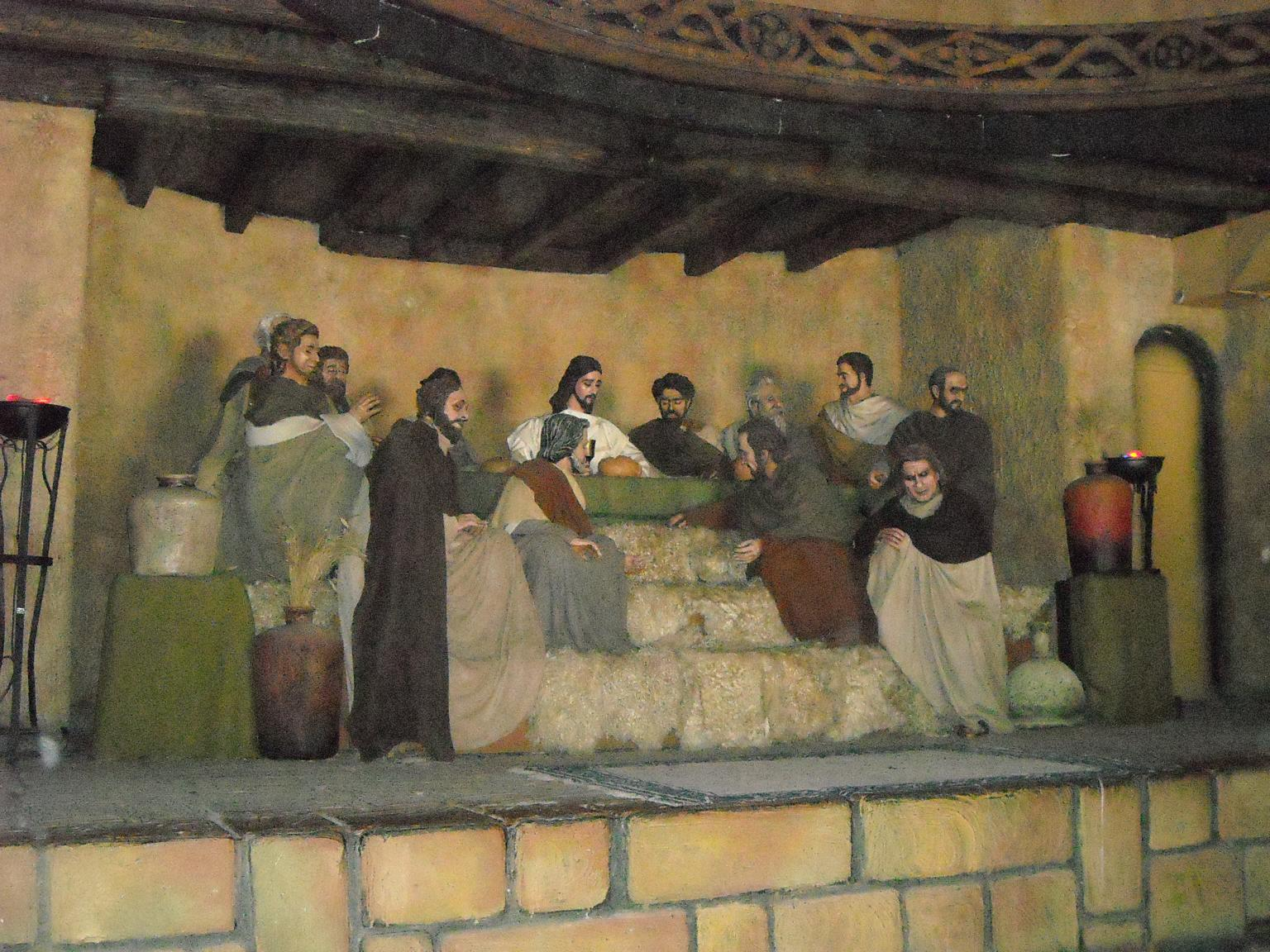
العشاء الأخير
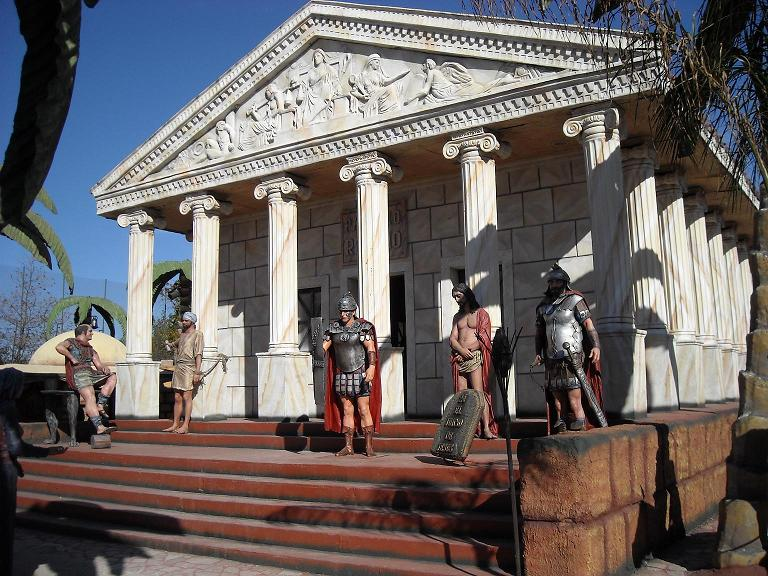
محاكمة يسوع
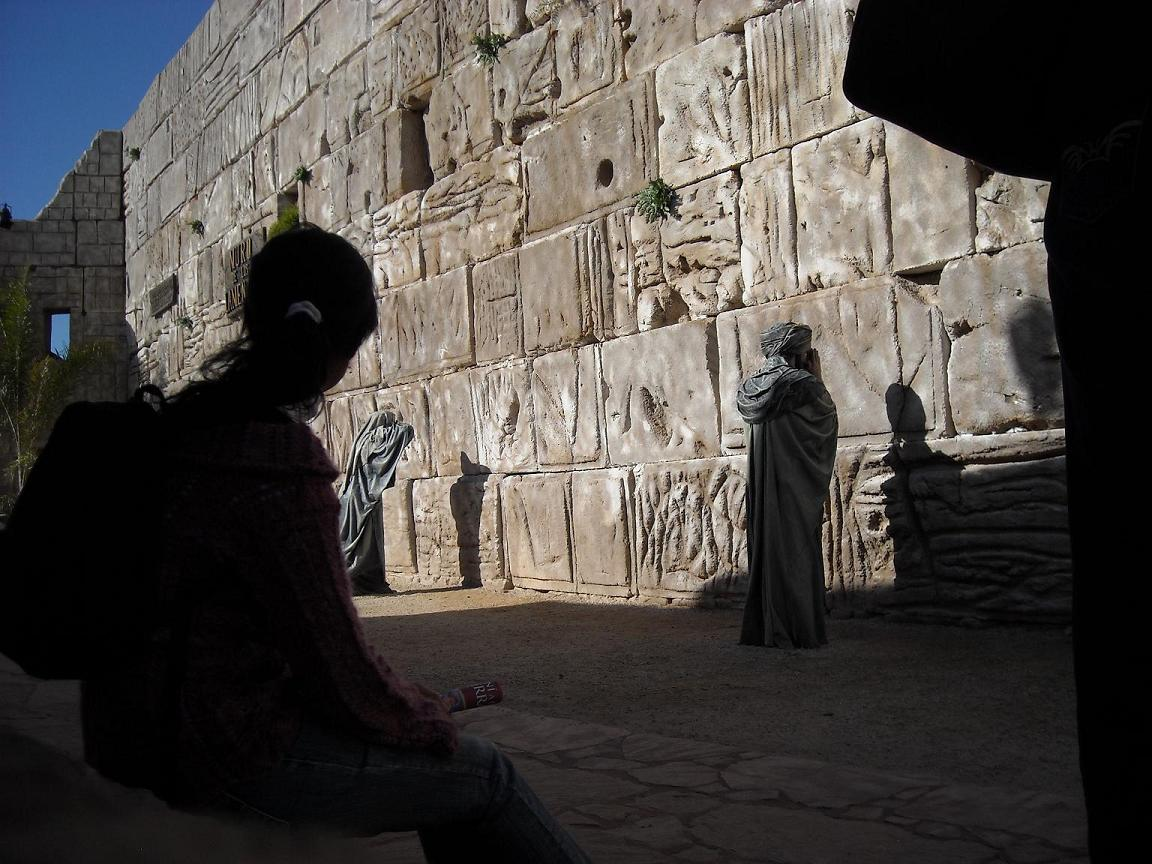
حائط المبكى

## مواقع خارجية
- "Jesus rises again (and again and again) this Easter in Buenos Aires: Roll up for the hourly resurrection of an 18ft Christ, watch the animatronic Genesis show, then refresh with a bottle of Heineken and a kebab. Emily Payne gets in the Easter spirit at Holy Land religious theme park in Buenos Aires", The Guardian, April 5, 2012